# Euploea meizon
Euploea meizon är en fjärilsart som beskrevs av William Doherty 1891. Euploea meizon ingår i släktet Euploea och familjen praktfjärilar. Inga underarter finns listade i Catalogue of Life.